# Promyka bažinná
Promyka bažinná (Atilax paludinosus) je druh šelmy z čeledi promykovitých. V rámci čeledi patří k největším zástupcům, neboť může vážit i více než 4 kg a na délku měřit až okolo 1 metru. Žije v subsaharské Africe, přičemž jejím habitatem jsou vodní zdroje jako potoky, říčky, bažiny, močály, slepá ramena, estuária, kanály a přehrady, ideálně obklopené hustou vegetací. Jedná se o všežravce, který jako potravu preferuje různé malé vodní živočichy, především korýše, měkkýše a obojživelníky. Dle norem IUCN je promyka bažinná vedena jako málo dotčený druh.

## Nomenklatura
Promyka bažinná je jediným zástupcem rodu Atilax. Jistými tělesnými znaky, především stavbou končetin a lebky, se jednoznačně odlišuje od ostatních promyk, resp. mangust. K vyvinutí druhu došlo pravděpodobně v pliocénu. Ačkoliv některé autority odlišují celkem deset poddruhů této šelmy, jejich validita je považována za přinejmenším spornou. Promyka bažinná je podle nejnovějších genetických studií sesterským druhem promyky nosaté (Herpestes naso resp. Xenogale naso).
Promyka bažinná má následující názvy ve světových a lokálních jazycích: Water Mongoose nebo Marsh Mongoose (anglicky), Mangouste des marais (francouzsky), Kommetjiegatmuishond (afrikánsky), Imvuzi (jazyk Ndebele), Chidzvororo (jazyk Shona), Motswiswi (jazyk Sotho), Liduha (jazyk Swati), Tshaagane (jazyk Tswana), Umhlangala (jazyk Xhosa), Umvuzi (jazyk Zulu).

## Popis
Promyka bažinná se vzrůstem řadí mezi velké promyky. Váží obvykle 2 až 4,1 kg, ale výjimečně může hmotnost dosáhnout okolo 5 kg. Délka těla se pohybuje od 44 do 64 cm, ocas měří od 25 do 41 cm. Má krátký tupý čumák a trojúhelníkovitý tvar obličeje. Uši jsou krátké a kulaté, zčásti pokryté srstí. Hustá a relativně dlouhá srst má červeno-hnědou, hnědou, případně až černou barvu, s výjimkou oblasti dolní části tlamy, brady a krku, která je světlejší. Prsty jsou štíhlé a výrazně protáhlé a zcela postrádají meziprstové blány, jež jsou typické pro všechny ostatní promyky a mangusty. Pachové žlázy se nacházejí v oblasti análního otvoru a slouží především k emitování vnitrodruhové pachové informace (identita a pohlavní zralost).

### Adaptace
Starší jedinci mívají výrazně rozvinutý sagitální hřeben, který k sobě upíná čelistní svaly. Zuby promyky jsou stavěny tak, aby dokázaly spíše drtit než trhat či krájet. Pohybový aparát je uzpůsoben k pobytu na zemi, šelma dokáže skákat do vzdálenosti 60 až 70 cm bez jakékoliv námahy. Přední tlapky jsou velmi citlivé a slouží k nahmatání a uchopení kořisti v bahně a vodě. Zachyceného živočicha dokáže s jejich pomocí i přenášet (pohybuje se při tom po zadních). Jde o dobrého plavce, kterému nedělá problémy krátkodobé potápění (do 15 sekund).

## Rozšíření, biotop
Promyka bažinná je africké zvíře rozšířené výhradně v subsaharských oblastech. Severní hranici rozšíření tvoří na západě Senegal, Guinea-Bissau a Sierra Leone a na východě Jižní Súdán a Etiopie. Šelma žije prakticky ve všech státech jižně od této linie s výjimkou většiny Namibie, Botswany a velké části střední Jihoafrické republiky. Vyskytuje se i na ostrově Pemba, ale nikoliv na Zanzibaru. Nachází se na územích nejčastěji do nadmořské výšky 2700 metrů, výjimečně až do 3950 metrů.
Biotop této šelmy tvoří území v blízkosti vodních zdrojů, tedy poblíž potoků, řek, slepých ramen, jezer, bažin, močálů a estuárií. Může žít i v pobřežních oblastech. Obývá i vodní zdroje vytvořené lidmi, tedy přehrady a kanály. Preferuje při tom přítomnost husté vegetace. Dočasně může žít i poměrně daleko od vodního zdroje, ale jde spíše o výjimečné případy.

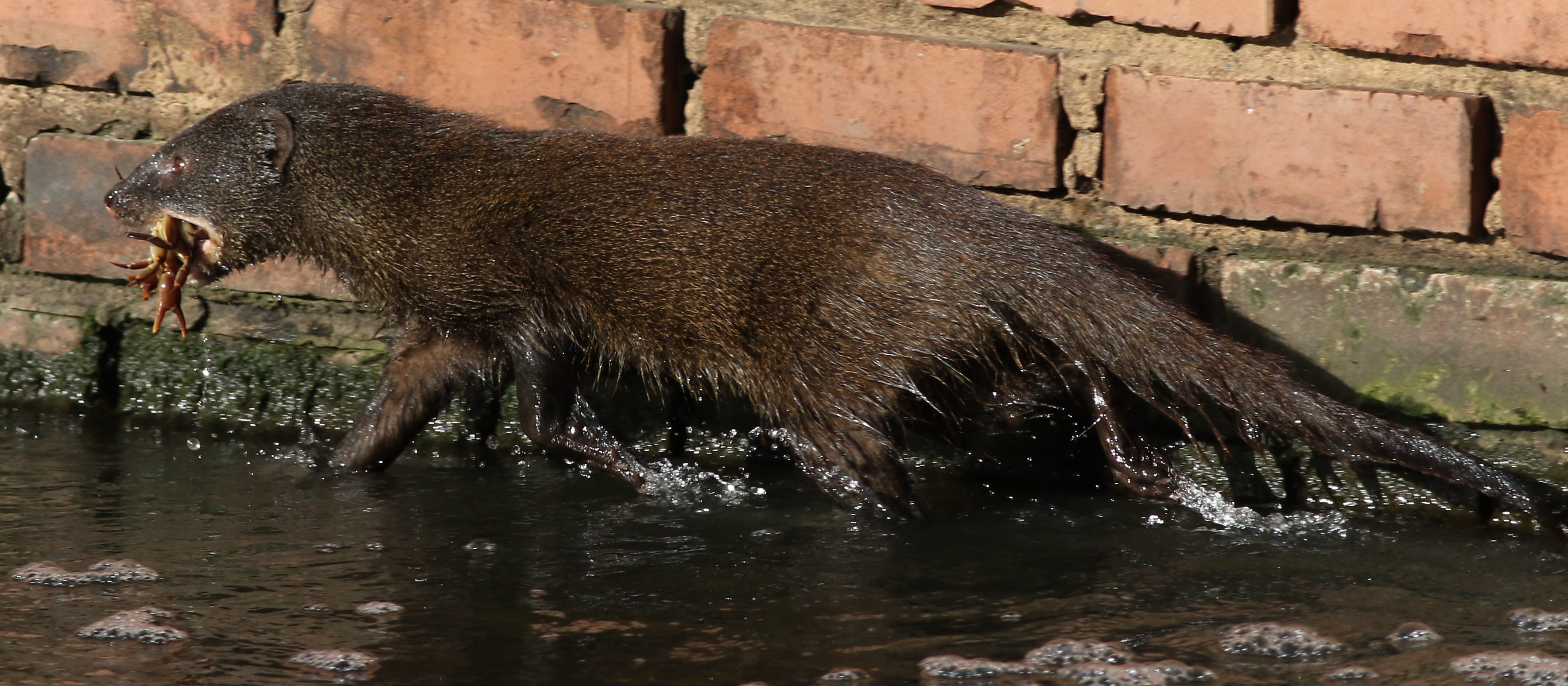
Promyka bažinná s uloveným krabem

## Ekologie, chování
Promyka bažinná je samotářská šelma s převážně soumračnou a noční aktivitou. Využívá v průběhu dne různá doupata a nory k odpočinku. Velikost teritoria jednotlivých zvířat se pohybuje od několika desítek po několik stovek hektarů. Nicméně teritorialita není příliš dobře prozkoumána a nelze zcela zobecňovat. Své území si obchází po dobře definovaných prošlapaných stezkách v blízkosti břehu.

### Potrava
Hlavní zdroj obživy promyky bažinné tvoří vodní živočichové či živočichové žijící poblíž vody. Nejčastěji jde o různé korýše, a to především kraby. Další kořistí jsou měkkýši, obojživelníci, členovci, hlodavci a v menší míře ryby. Ptáci, ptačí vejce, plazi a ovoce představují spíše doplňkovou část jídelníčku, ačkoliv lokálně může jít o důležitý zdroj. Občas zabije i jiná zvířata, jako je drůbež, menší šelmy (malé mangusty či promyky), výjimečně snad i drobné antilopky, i když u nich se jedná spíše o mrchožroutství. Zajímavou techniku používá promyka k lovu ptáků. Lehne si na záda a vystrčí svůj anální otvor, který má velmi světlou růžovou barvu a láká ptáky. Ti se přiblíží a v ten okamžik je šelma napadne a lapí.

### Rozmnožování
Komunikace mezi promykami probíhá ve zvukové či pachové formě. K rozmnožování dochází u jižních populací v období od srpna do února, nicméně u jiných populací nebyla sezónnost prokázána. Samice bývají říjné devět dní, kopulace probíhá několik minut. Doba březosti trvá 69 až 80 dní (v průměru 73–74 dní). Počet mláďat ve vrhu je 1 až 3, přičemž průměr u jihoafrické populace je 2,5, a naopak u vrhů v zajetí je to 1,1 mláděte. Porodní hmotnost mláďat je většinou mírně přes 100 gramů (rozptyl 78 až 123 g). Mláďata se rodí slepá a hluchá, přičemž zrak se jim vyvine po 11 dnech a sluch po 21 dnech. Matka je kojí do zhruba dvou měsíců věku. Mláďata jsou schopna lovu, když jsou přibližně 4 měsíce stará. Doba dožití v zajetí bývá 17 až 19 let.

### Predátoři, parazité

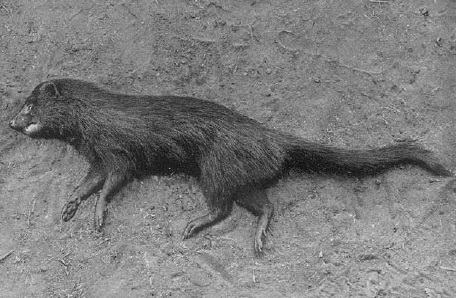
Mrtvá promyka bažinná, fotografie z počátku 20. století

Mláďata se mohou stát kořistí mnoha druhů predátorů, nicméně s rostoucím věkem jim nepřátel výrazně ubývá. Predace dospělců je spíše vzácná a byla prokázána ze strany levhartů skvrnitých. Dále se předpokládá úmrtnost vinou šakalů čabrakových a karakalů. Vnějšími parazity promyk bývají klíšťata, blechy, případně některé všenky. Vnitřní paraziti jsou hlístice.

## Hrozby, vztahy s člověkem
Promyka bažinná je poměrně běžnou součástí obchodu s tzv. bushmeatem neboli masem z divočiny. Druh byl zjištěn na trzích v Nigérii, Gabonu a Guineji. Kožešina nemá komerční hodnotu.
Druhu jako celku v současnosti (2016) nehrozí žádné zásadní nebezpečí, ačkoliv lokální populace ohroženy být mohou. Hlavní potenciální hrozbou je poškozování či likvidace životního prostředí, zvláště různých vodních zdrojů a přilehlé vegetace (odvodňování), v důsledku nevhodného hospodaření.